# 虎鱚科
虎鱚科（學名：Pinguipedidae）為輻鰭魚綱鰧形目的其中一個科。
傳統上為鱸形目鱷鱚亞目，但現已知原有的鱷鱚亞目是個多系群。

## 分布
本科魚類分布於全球各大洋溫帶珊瑚礁區。

## 深度
水深10至50公尺左右。

## 分類
虎鱚科其下分5個屬，如下：

### 高知鱸屬（Kochichthys）
- 高知鱸 Kochichthys flavofasciata

### 肥足鰧屬（Pinguipes）
- 巴西肥足鰧 Pinguipes brasilianus
- 智利肥足鰧 Pinguipes chilensis

### 小原鱸鰧屬（Prolatilus）
- 大頭小原鱸鰧 Prolatilus jugularis

### 阿根廷擬鱸屬（Pseudopercis）
- 努米底阿根廷擬鱸 Pseudopercis numida
- 半花阿根廷擬鱸 Pseudopercis semifasciatus

## 特徵
本科魚類體近卵圓形或延長，多少近於圓柱狀。全身被小形櫛鱗或圓鱗；側線簡單完全，鰓蓋有棘；口大平裂略能伸縮。唇略肥厚，齒細小。背鰭1枚，具2至8棘，17至25枚軟條，或在硬棘部與軟條部之間有低鰭膜連接；臀鰭較背鰭略短，尾鰭截平或深彎月形。

## 生態
主要棲息於珊瑚礁區，以一游一停的方式在珊瑚礁盤或四周的沙地方活動，以守株待兔的方式捕獵被海流沖過的浮游動物或底棲性小動物為食，有時會以利齒捕捉小魚。

## 經濟利用
體雖小，不具經濟價值，但可食用。一般做為煉製品或餌料。